# 北野上村
北野上村（きたのかみむら）は、和歌山県海草郡にあった村。現在の海南市の北東端、貴志川の下流域にあたる。

## 地理
- 山岳：大旗山、野尻山
- 河川：貴志川

## 歴史
- 1889年（明治22年）4月1日 - 町村制の施行により、那賀郡七山村 (和歌山県)・原野村・高津村 (和歌山県)・孟子村・野尻村 (和歌山県)・別院村・下津野村の区域をもって発足。
- 1908年（明治41年）3月9日 - 北野上村立北野上尋常高等小学校（現海南市立北野上小学校）開校。
- 1925年（大正14年）11月3日 - 北野上図書館開館。
- 1947年（昭和22年）5月3日 - 北野上村立北野上中学校（海南市立北野上中学校）開校。
- 1951年（昭和26年）10月1日 - 所属郡が海草郡に変更。
- 1954年（昭和29年） - 加伊多橋（かいたばし）竣工。北野上橋（きたのかみばし）竣工。
- 1954年（昭和29年） - 北野上村立ななさと保育園（海南市立ななさと保育所）開園。
- 1955年（昭和30年）4月10日 - 海南市に編入。同日北野上村廃止。

## 歴代村長
- 初代（明治21年〜）田幡彰
- 2代（明治24年〜）上山久之丞
- 3代（明治31年〜）木原徳之助
- 4代（明治33年〜）中原正一
- 5代（明治33年〜）森田元治郎
- 6代（明治37年〜）田幡正明
- 7代（明治39年〜）西居正夫
- 8代（明治43年〜）森田元治郎
- 9代（大正3年〜） 久保田光夫
- 10代（大正14年〜）宗友之助
- 11代（昭和7年〜） 岡本秀夫
- 12代（昭和13年〜）木原淳一
- 13代（昭和13年〜）榎芳三郎
- 14代（昭和14年〜）岩橋勝次郎
- 15代（昭和20年〜）久保田敏倫
- 16代（昭和26年〜昭和30年）西居俊正

## 海南市へ編入の経緯
昭和28年、町村合併促進法の施行に伴い、和歌山県では町村合併促進法審議会が設置され、強力な推進が図られた。海草地方では、巽村亀井村長が中心となり、隣接村に根回しを行ったが、公式には昭和29年、海草地方事務所長から各村長と各議会に対し、合併提案がなされた。これを受け、昭和30年、北野上村は海南市議会に合併の申し入れをする。同年3月6日、海南市は臨時市議会において合併を正式に決定した。1市5村の合併決議を受けて、海南市隅田市長・巽村亀井村長・亀川村樫尾村長・北野上村西居村長・中野上村尾崎村長・南野上村岩橋村長は同年4月10日からの市制施行の協定書に調印した。